# Lena Versteynen
Lena Versteynen (4 augustus 2003) is een Belgisch volleybalster. 

## Levensloop
Versteynen was tijdens haar jeugd actief bij Spinley Dessel. Na haar opleiding aan de Topsportschool Vilvoorde ging ze aan de slag bij VC Oudegem. Met deze club won ze in 2021-'22 de Beker van België. In 2023 maakte ze de overstap naar Antwerp Ladies VT.